# Иглезиас
Игле́зиас (итал. Iglesias, сард. Igrèsias) — итальянский город с 26 515 жителями провинции Южная Сардиния. Находится на юго-западе Сардинии, в районе Иглезиенте, который является основным жилым центром и в честь которого он и назван. На протяжении веков испанского господства он был одним из королевских городов Сардинии. Это было место епископальной церкви (епархия Иглезиаса), историческое наследие древней епархии Сулчиса.
Покровительницей города считается святая Клара Ассизская. Праздник города 11 августа.